# Gnophos respersaria
Gnophos respersaria är en fjärilsart som beskrevs av Jacob Hübner 1809/13. Gnophos respersaria ingår i släktet Gnophos och familjen mätare. Inga underarter finns listade i Catalogue of Life.